# Archidendron molle
Archidendron molle är en ärtväxtart som först beskrevs av Karl Moritz Schumann, och fick sitt nu gällande namn av Jeanine Dewit. Archidendron molle ingår i släktet Archidendron och familjen ärtväxter. Inga underarter finns listade i Catalogue of Life.